# Grooveshark
Grooveshark foi um site de compartilhamento de músicas on-line. O site permitia que o usuário fizesse o upload de suas músicas que ficavam disponíveis para serem ouvidas por outros usuários.
Grooveshark tinha um fluxo médio de 50 a 60 milhões de música por mês e cerca de 400 000 usuários com uma taxa de crescimento de 2 a 3% por mês.

## Visão Geral
O serviço oferecia um mecanismo de busca de  músicas pelo nome da faixa, artista ou álbum. Uma vez localizada a música, o usuário poderia ouvi-la na interface HTML através de transmissão (streaming), criar playlists e compartilhá-los por e-mail em sites de relacionamento como Facebook, Twitter e StumbleUpon, ou permitir que outras pessoas escutem as músicas através de widgets em Flash que podem ser publicados em blogs do Wordpress.
O Grooveshark não permitia que o usuário baixe os arquivos para seu computador, as músicas podiam ser ouvidas apenas através do site ou dos widgets criados a partir de playlists. O site oferecia a opção de adquirir os arquivos de áudio em lojas on-line, como Amazon.com ou iTunes. Também disponibilizava aplicativos para aparelhos móveis com o sistema Android e Blackberry.

## Licenciamento e críticas
Em 18 de abril de 2011, o vice-presidente de assuntos externos Paul Geller divulgou uma carta aberta a indústria fonográfica sobre a legalidade do Grooveshark, em um esforço de explicar que o Grooveshark é legal, mesmo que ele ainda não esteja completamente licenciado.

## Encerramento do Grooveshark
Segundo informação do site da Tecmundo sobre o serviço...
''Grooveshark sempre foi um dos serviços de streaming de músicas mais
controverso de todos. A polêmica gerada pelas não muito claras
diretrizes de respeito às leis autorais fizeram dele um sistema nada querido pela indústria fonográfica. Recentemente, quase cinco mil músicas no Grooveshark foram consideradas ilegais e a multa imposta poderia chegar à marca dos US$ 730 milhões. Por causa disso, o Grooveshark  encerrou as suas atividades no mercado de todo o mundo.
No anúncio, o Grooveshark assume ter falhado na questão de licenciamento das músicas, “apesar das melhores intenções”. Também foi revelado que o encerramento das atividades faz parte de um acordo com algumas das maiores gravadoras do planeta, assim como a limpeza de servidores e exclusão de qualquer trabalho que seja protegido por algum tipo de lei autoral vigente.
Outro recado foi dado em relação aos concorrentes: “Quando começamos,
poucos serviços ofereciam o que nós queríamos oferecer e o que vocês
mereciam. (...) Hoje há centenas deles que são amigáveis e que tem
preços justos, incluindo Spotify, Deezer, Google Play, Beats, Rhapsody e
Rdio”.
Que o Grooveshark descanse em paz!''